# 마린시티 (미시간주)

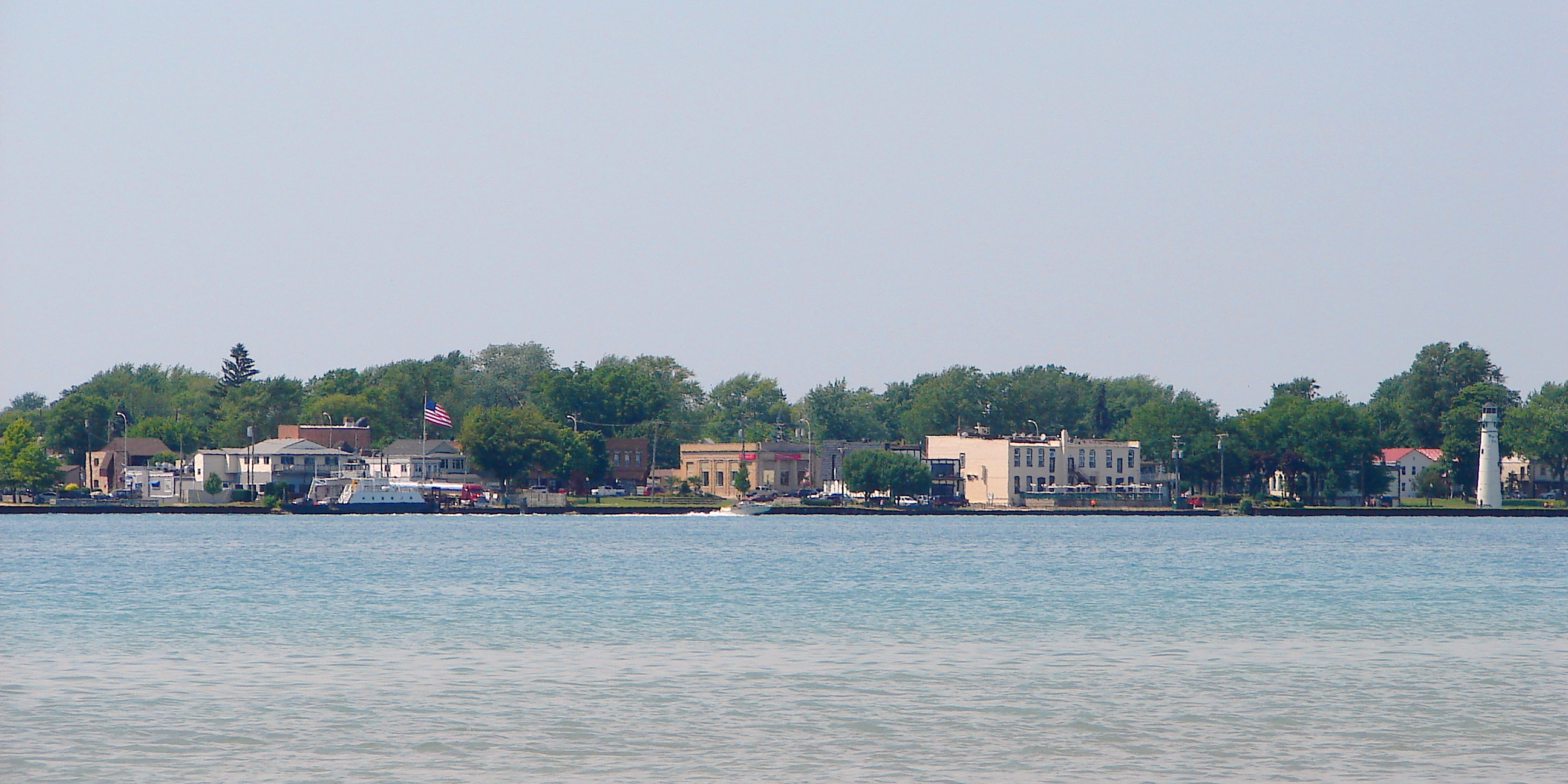
세인트클레어강 건너편에 보이는 마린시티

마린시티(Marine City)는 미국 미시간주 세인트클레어군에 위치한 도시이다. 세인트클레어강 서안에 위치하며 디트로이트 북쪽, 휴런호 남쪽 리버 디스트릭트의 도시들 중 하나이다. 19세기 후반에는 목조 조선과 목재 가공의 중심지였다.
2020년 인구 조사에 따르면 인구 수는 4,079명이었다. 이 도시에는 한때 강 건너 캐나다 온타리오 주 솜브라까지 가는 국제 자동 페리 서비스인 블루워터 페리(The Bluewater Ferry)가 있었다.

## 인구
| 인구조사              | 인구  | Note | %±    |
| --------------------- | ----- | ---- | ----- |
| 1870년                | 1,240 |      | —     |
| 1880년                | 1,673 |      | 34.9% |
| 1890년                | 3,268 |      | 95.3% |
| 1900년                | 3,829 |      | 17.2% |
| 1910년                | 3,770 |      | −1.5% |
| 1920년                | 3,731 |      | −1.0% |
| 1930년                | 3,462 |      | −7.2% |
| 1940년                | 3,633 |      | 4.9%  |
| 1950년                | 4,270 |      | 17.5% |
| 1960년                | 4,404 |      | 3.1%  |
| 1970년                | 4,567 |      | 3.7%  |
| 1980년                | 4,414 |      | −3.4% |
| 1990년                | 4,556 |      | 3.2%  |
| 2000년                | 4,652 |      | 2.1%  |
| 2010년                | 4,248 |      | −8.7% |
| 2020년                | 4,079 |      | −4.0% |
| U.S. Decennial Census |       |      |       |